# 薔薇子爵
『薔薇子爵』（バラししゃく）は、大和和紀による日本の漫画作品。講談社「月刊mimi」に連作で1976年から1977年にかけ連載された。コミックスは、MiMi KC全1巻。文庫判は講漫全1巻（第3話は未収録）。フランスの地方を舞台に、主人公の薔薇子爵ギデオンと彼をめぐる男女それぞれの運命を軸に、人間ドラマを描く。

## 構成
第1話「薔薇子爵」（『mimi』1976年4月）
第2話「海に還る」（『mimi』1976年11月）
第3話「雨のまえ　雨のあと」（『mimi』1977年5月）
第4話「パエトーン」（『mimi』1976年11月）

## 登場人物
ギデオン
主人公。薔薇の館に住む青年子爵。「マドモアゼル」と呼び掛けられるなど、女性と見まがう美貌の持ち主。ギデオンの真実の性別は、作中でははっきりと断定されず、読者の判断にまかせるような描写になっている。
フェーデ
家庭教師の女性。主人公の館を訪問する以前に、誤って罪を犯したため追われている。ギデオンに惹かれ心を開くようになる。
男爵
流星の降る夜に、ギデオンを発見し育てた老貴族。